# L.J. Burrows
Pour les articles homonymes, voir Burrows.
Lincoln Burrows Junior (L.J.) est un personnage fictif du feuilleton télévisé Prison Break joué par Marshall Allman. Le rôle de L.J. enfant est quant à lui interprété par Nickolas Loquercico.

## Préambule
Lincoln Junior Burrows est présent dans dix-huit épisodes, tandis que Nickolas Loquercico, L.J. a 5 ans, n'est apparu qu'une seule fois dans la saison 1, lorsque Lincoln se remémore les souvenirs avec son fils.

## Biographie de fiction
La mère et le père de L.J se sont séparés quand il était enfant. Son père, Lincoln Burrows le gardait tous les dimanches. Blessé par le manque de présence de son père dans sa vie, L.J. a peu à peu rejeté Lincoln. Élevé par sa mère, L.J. était un adolescent normal de 15 ans vivant à Chicago jusqu'à ce que son père, accusé d'avoir tué le frère de la vice-présidente des États-Unis, perde son dernier appel. Cette nouvelle et le fait que son oncle Michael Scofield soit également condamné à 5 ans de prison ont profondément ébranlé L.J.
En dépit de ses excellents résultats scolaires et de son bon comportement, L.J. est arrêté pour possession de marijuana. Pendant sa mise à l'épreuve, L.J. est obligé de rendre visite à un mentor, en l'occurrence son père, à la prison de Fox River une fois par semaine. 
Bien que leur première rencontre à la prison se soit mal déroulée, les rapports entre Lincoln Burrows et l'adolescent sont devenus de moins en froids au fil des visites pour faire place à une véritable relation père-fils.
Son exécution devenue imminente, Lincoln avoue à L.J. qu'il l'aime et qu'il souhaite sa présence le jour de sa mort. L.J est bouleversé mais accepte. Cependant, les agents Kellerman et Hale préoccupés par les recherches de Veronica Donovan et Nick Savrinn sur la compagnie de Terrence Steadman prévoient de les éliminer et de menacer de nuire à L.J. et sa famille pour faire pression sur Lincoln. Après que sa mère et son beau-père se font assassiner, L.J. réussit à s'enfuir non sans avoir préalablement photographié Kellerman avec son téléphone portable. Soupçonné par la police d'être responsable du double homicide, il échappe aux agents des services secrets et se réfugie dans une cabane à New Glarus en compagnie de Veronica et Nick. Malgré l'isolement de leur cabane, l'agent Quinn parvient à les dépister. Un moment prisonniers, ils arrivent à s'échapper grâce à L.J. qui pousse Quinn dans un puits. Quelque temps plus tard, ils se réfugient dans un appartement où ils attendent le dernier appel de Lincoln. Malgré l'exécution désormais inéluctable, Nick et Veronica refusent que L.J. se rendent à Fox River pour le revoir une dernière fois, l'adolescent étant toujours recherché par la police. Toutefois, Veronica insiste auprès de Lincoln pour qu'il parle à L.J. au téléphone. Durant leur conservation, L.J. explique à son père qu'il a fait un rêve dans lequel, plus âgés, ils construisaient une maison. Il est persuadé que c'est un signe et qu'ils vont se revoir. Il dit enfin à son père qu'il l'aime. 
Mais l'exécution n'a finalement pas lieu et est reportée deux semaines plus tard. En saisissant cette occasion, Veronica, Nick et L.J. retournent à New Glarus pour voir si Quinn aurait laissé une preuve pour l'affaire Burrows. 

### Arrestation
De retour dans l'appartement et ravis d'avoir retrouvé son téléphone portable, Nick et Veronica s'empressent de vérifier chaque numéro de téléphone en mémoire.
Pendant ce temps, L.J. utilise l'ordinateur portable de Nick pour rechercher un nom que Quinn avait gravé à l'intérieur du puits et qu'il a caché à Veronica et Nick: "O. Kravecki - Kellerman". Voulant venger sa famille, L.J. part seul le confronter à son domicile. Malheureusement, un voisin le voit pénétrer par effraction dans la maison de Kellerman et informe la police. L.J. est arrêté peu de temps après avoir tenté de tirer sur Kellerman. Placé en détention pour double homicide et tentative de meurtre sur Owen Kravecki, L.J. était défendu par Nick Savrinn et Veronica Donovan avant que tous deux ne se fassent assassiner.

### Après l'évasion
Quand l'agent Alexander Mahone du FBI réalise l'avantage qu'il a avec L.J., il lui propose un marché : une aide fédérale pour son procès en échange de son aide pour arrêter Michael et Lincoln. L.J. refuse de traiter avec Mahone et réussit presque à s'échapper du tribunal grâce à l'aide de son père et de son oncle. Cette tentative d'évasion échoue par la faute de Mahone. L.J. est alors transporté vers un centre de détention à Kingman en Arizona.
Quelques jours plus tard, il est libéré et déchargé de toute accusation par le procureur. Cette manœuvre est orchestrée par "le Cartel" pour attirer Lincoln dans un piège. Mais Lincoln se méfie et parvient habilement à échapper aux agents en compagnie de L.J.  Toutefois, ils finissent par se faire repérer et doivent abandonner leur voiture, . Ils décident de prendre le train et lors du chemin, ils vont parler sur les filles. C'est dans cette conversation que L.J. avoua à son père qu'il a perdu sa virginité avec sa voisine, quatre ans plus âgée que lui et qui était censé lui donner des cours. Plus tard, Lincoln est reconnu et tous les deux se font arrêter par la police du Colorado. 
L.J. se fait renverser par une voiture en essayant de fuir mais il s'en sort qu'avec quelques contusions. Alors que la voiture de police les conduit au commissariat, ils sont secourus par un groupe de personnes associées au père de Lincoln, ils  se réfugient dans une maison isolée à Trinidad, au Colorado. L.J. fait enfin la connaissance de son grand-père, Aldo Burrows. Pendant qu'ils discutent tous les trois, un des associés (en réalité agent à la solde du Cartel) tente de les assassiner mais échoue de peu. Pour plus de sécurité, Lincoln confie son fils à Jane, une autre associée d'Aldo, beaucoup plus loyale. Quelques épisodes plus tard, Lincoln appelle son fils par téléphone. Celui-ci vit désormais à Pullman, Washington, où il suit des études sous un faux nom. Il apprend à son père que la tranquillité de cette vie lui convient et qu'il ne veut plus s'enfuir avec lui au Panama.

### AuPanama
Lorsque Lincoln part de Panama à la recherche de Sara Tancredi, il reçoit un appel de LJ lui disant qu'il est avec Sara et qu'il doit se rendre au Motel Garfield Price. Une fois là-bas Lincoln a une vidéo de la part d'une mystérieuse femme lui montrant LJ pris en otage et le suppliant de faire ce que le Cartel veut. Après que Sara se fasse trancher la tête par Gretchen, il reste le seul otage pour faire pression sur Michael et Lincoln jusqu'à ce que Sofia Lugo soit enlevée à son tour par le Cartel. Lors de sa libération, il retrouve son père et mène une nouvelle vie au Panama, avec comme belle-mère Sofia.Peu après Lincoln tue accidentellement un agent de la compagnie il est donc arrêter et ordonne à LJ de s'enfuir et le dit également à Sofia. Elle est enlevée par la compagnie pour faire pression sur Lincoln. LJ est emprisonné dans un endroit secret a Panama. Il est ensuite libéré quand Lincoln se fait blanchir par Paul Kellerman et mène une vie d'étudiant au bord de la plage avec Lincoln et Sofia qui venait d'ouvrir une boutique de plongée.

## Informations complémentaires
- Son adresse électronique est LJ@ign.com[10].